# Ladislav II. Ogrski
Ladislav II. (madžarsko II. László , hrvaško Ladislav II.), hrvaški in  ogrski (proti)kralj, vladal med 1162 in 1163, * ?  † 14. januar 1163, pripadnik dinastije Árpádovcev. 
Ladislav je bil eden od sinov ogrskega kralja  Béle II. in Helene, hčere srbskega velikega župana Uroša I. V zakonu se jima je okrog leta 1130 rodil sin  Géza, imela pa sta še dva sinova- poleg Ladislava še Štefana IV.
Po smrti ogrskega kralja in svojega brata Géze II. se je Ladislav podal v boj za oblast. Z utemeljitvijo, da je Štefan še mladoleten, se je povezal z bizantinskim vladarjem Manuelom Komnenom. Kot protikralj je bil kronan že poleti 1162 s strani nadškofa v Kaloczi, ki ga je esztergomski nadškof kot papeški legat zaradi tega izobčil. Toda Ladislav je že 14. januarja 1163 umrl, še preden je uspel odstraniti Štefana, v boj za oblast pa se je kot novi protikralj podal Ladislavov brat Štefan IV.